# Оберкирх (Баден-Вюртемберг)
Оберкирх (нем. Oberkirch) — город в Германии, районный центр, расположен в земле Баден-Вюртемберг.
Подчинён административному округу Фрайбург. Входит в состав района Ортенау. Население составляет 19 961 человек (на 31 декабря 2010 года). Занимает площадь 69,14 км². Официальный код — 08 3 17 089.

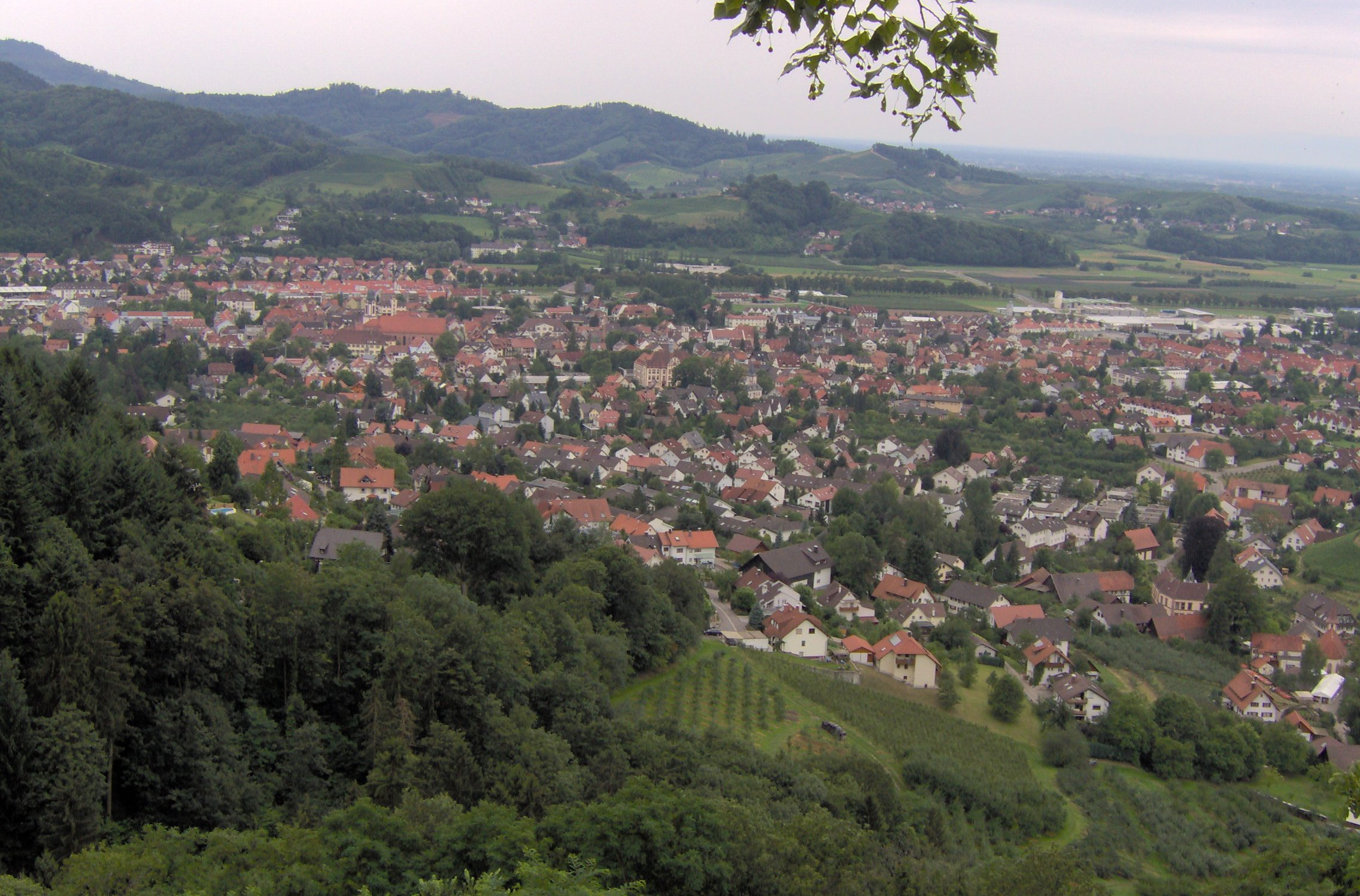
Вид на Оберкирх
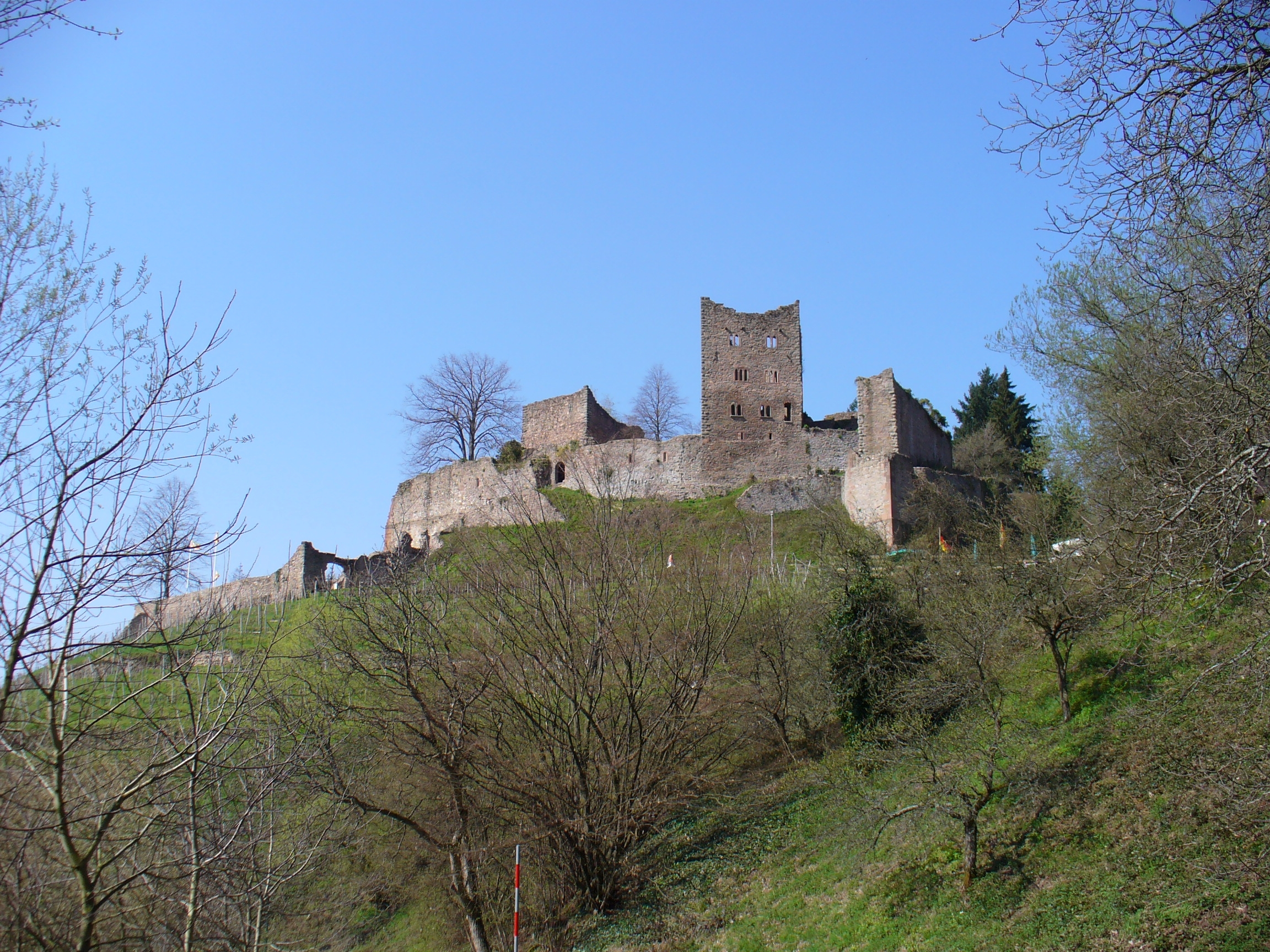
Оберкирх